# 5e étape du Tour d'Italie 2013
La 5e étape du Tour d'Italie 2013 s'est déroulé le mercredi 8 mai 2013, entre les villes de Cosenza et Matera sur une distance de 203 km. L'Allemand John Degenkolb a remporté l'étape devant l'Espagnol Ángel Vicioso, et son compatriote Paul Martens. Pas de changement au niveau du classement général, l'Italien Luca Paolini, le Colombien Rigoberto Urán et l'Espagnol Beñat Intxausti composent le trio de tête à l'issue de cette cinquième journée de compétition.
Mauro Santambrogio est disqualifié après un contrôle positif à l'EPO effectué au terme de la première étape. Il perd les classements de cette étape.

## Déroulement de la course
Dans un final chaotique à Matera sur une route détrempée après le violent orage et une chute collective dans l'avant-dernier virage, John Degenkolb (Argos-Shimano) s'est imposé au sprint après avoir repris Marco Canola. Il a devancé sur la ligne Ángel Vicioso (Katusha) et Paul Martens (Blanco). L'étape a été également marquée par l'échappée de Ben Gastauer, Robert Vrecer et Lars Bak. Mais ce trio a été repris à 7 kilomètres de l'arrivée.

## Résultats de l'étape

### Sprints
| 1. Sprint intermédiaire de Villapiana Lido (km 80,9) | 1. Sprint intermédiaire de Villapiana Lido (km 80,9) | 1. Sprint intermédiaire de Villapiana Lido (km 80,9) | 1. Sprint intermédiaire de Villapiana Lido (km 80,9) | 1. Sprint intermédiaire de Villapiana Lido (km 80,9) | 1. Sprint intermédiaire de Villapiana Lido (km 80,9) |
|                                                      | Coureur                                              | Pays                                                 | Équipe                                               |                                                      | Point(s)                                             |
| ---------------------------------------------------- | ---------------------------------------------------- | ---------------------------------------------------- | ---------------------------------------------------- | ---------------------------------------------------- | ---------------------------------------------------- |
| 1er                                                  | Rafael Andriato                                      | Italie                                               | Vini Fantini-Selle Italia                            |                                                      | 8                                                    |
| 2e                                                   | Alan Marangoni                                       | Italie                                               | Cannondale                                           |                                                      | 6                                                    |
| 3e                                                   | Tomás Gil                                            | Venezuela                                            | Androni Giocattoli-Venezuela                         |                                                      | 4                                                    |
| 4e                                                   | Ricardo Mestre                                       | Espagne                                              | Euskaltel Euskadi                                    |                                                      | 3                                                    |
| 5e                                                   | Brian Bulgaç                                         | Pays-Bas                                             | Lotto-Belisol                                        |                                                      | 2                                                    |
| 6e                                                   | Elia Viviani                                         | Italie                                               | Cannondale                                           |                                                      | 1                                                    |
| modifier                                             |                                                      |                                                      |                                                      |                                                      |                                                      |

| 2. Sprint intermédiaire de Rocca Imperiale (km 118,3) | 2. Sprint intermédiaire de Rocca Imperiale (km 118,3) | 2. Sprint intermédiaire de Rocca Imperiale (km 118,3) | 2. Sprint intermédiaire de Rocca Imperiale (km 118,3) | 2. Sprint intermédiaire de Rocca Imperiale (km 118,3) | 2. Sprint intermédiaire de Rocca Imperiale (km 118,3) |
|                                                       | Coureur                                               | Pays                                                  | Équipe                                                |                                                       | Point(s)                                              |
| ----------------------------------------------------- | ----------------------------------------------------- | ----------------------------------------------------- | ----------------------------------------------------- | ----------------------------------------------------- | ----------------------------------------------------- |
| 1er                                                   | Rafael Andriato                                       | Italie                                                | Vini Fantini-Selle Italia                             |                                                       | 8                                                     |
| 2e                                                    | Alan Marangoni                                        | Italie                                                | Cannondale                                            |                                                       | 6                                                     |
| 3e                                                    | Brian Bulgaç                                          | Pays-Bas                                              | Lotto-Belisol                                         |                                                       | 4                                                     |
| 4e                                                    | Tomás Gil                                             | Venezuela                                             | Androni Giocattoli-Venezuela                          |                                                       | 3                                                     |
| 5e                                                    | Ricardo Mestre                                        | Espagne                                               | Euskaltel Euskadi                                     |                                                       | 2                                                     |
| 6e                                                    | Elia Viviani                                          | Italie                                                | Cannondale                                            |                                                       | 1                                                     |
| modifier                                              |                                                       |                                                       |                                                       |                                                       |                                                       |

| Sprint final de Matera (km 203) | Sprint final de Matera (km 203) | Sprint final de Matera (km 203) | Sprint final de Matera (km 203) | Sprint final de Matera (km 203) | Sprint final de Matera (km 203) |
|                                 | Coureur                         | Pays                            | Équipe                          |                                 | Point(s)                        |
| ------------------------------- | ------------------------------- | ------------------------------- | ------------------------------- | ------------------------------- | ------------------------------- |
| 1er                             | John Degenkolb                  | Allemagne                       | Argos-Shimano                   |                                 | 25                              |
| 2e                              | Ángel Vicioso                   | Espagne                         | Katusha                         |                                 | 20                              |
| 3e                              | Paul Martens                    | Allemagne                       | Blanco                          |                                 | 16                              |
| 4e                              | Sergio Henao                    | Colombie                        | Sky                             |                                 | 14                              |
| 5e                              | Matteo Trentin                  | Italie                          | Omega Pharma-Quick Step         |                                 | 12                              |
| 6e                              | Jarlinson Pantano               | Colombie                        | Colombia                        |                                 | 10                              |
| 7e                              | Daniel Oss                      | Italie                          | BMC Racing                      |                                 | 9                               |
| 8e                              | Jens Keukeleire                 | Belgique                        | Orica-GreenEDGE                 |                                 | 8                               |
| 9e                              | Grega Bole                      | Slovénie                        | Vacansoleil-DCM                 |                                 | 7                               |
| 10e                             | Tanel Kangert                   | Estonie                         | Astana                          |                                 | 6                               |
| 11e                             | Michał Gołaś                    | Pologne                         | Omega Pharma-Quick Step         |                                 | 5                               |
| 12e                             | Marco Canola                    | Italie                          | Bardiani Valvole-CSF Inox       |                                 | 4                               |
| 13e                             | Jackson Rodríguez               | Venezuela                       | Androni Giocattoli-Venezuela    |                                 | 3                               |
| 14e                             | Elia Viviani                    | Italie                          | Cannondale                      |                                 | 2                               |
| 15e                             | Nacer Bouhanni                  | France                          | FDJ                             |                                 | 1                               |
| modifier                        |                                 |                                 |                                 |                                 |                                 |

### Côtes
| 1. Côte de Cipolletto, 4e catégorie (km 37,2) | 1. Côte de Cipolletto, 4e catégorie (km 37,2) | 1. Côte de Cipolletto, 4e catégorie (km 37,2) | 1. Côte de Cipolletto, 4e catégorie (km 37,2) | 1. Côte de Cipolletto, 4e catégorie (km 37,2) | 1. Côte de Cipolletto, 4e catégorie (km 37,2) |
|                                               | Coureur                                       | Pays                                          | Équipe                                        |                                               | Point(s)                                      |
| --------------------------------------------- | --------------------------------------------- | --------------------------------------------- | --------------------------------------------- | --------------------------------------------- | --------------------------------------------- |
| 1er                                           | Stefano Pirazzi                               | Italie                                        | Bardiani Valvole-CSF Inox                     |                                               | 3                                             |
| 2e                                            | Brian Bulgaç                                  | Pays-Bas                                      | Lotto-Belisol                                 |                                               | 2                                             |
| 3e                                            | Alan Marangoni                                | Italie                                        | Cannondale                                    |                                               | 1                                             |
| modifier                                      |                                               |                                               |                                               |                                               |                                               |

| 2. Côte de Montescaglioso, 4e catégorie (km 182,7) | 2. Côte de Montescaglioso, 4e catégorie (km 182,7) | 2. Côte de Montescaglioso, 4e catégorie (km 182,7) | 2. Côte de Montescaglioso, 4e catégorie (km 182,7) | 2. Côte de Montescaglioso, 4e catégorie (km 182,7) | 2. Côte de Montescaglioso, 4e catégorie (km 182,7) |
|                                                    | Coureur                                            | Pays                                               | Équipe                                             |                                                    | Point(s)                                           |
| -------------------------------------------------- | -------------------------------------------------- | -------------------------------------------------- | -------------------------------------------------- | -------------------------------------------------- | -------------------------------------------------- |
| 1er                                                | Stefano Pirazzi                                    | Italie                                             | Bardiani Valvole-CSF Inox                          |                                                    | 3                                                  |
| 2e                                                 | Ben Gastauer                                       | Luxembourg                                         | AG2R La Mondiale                                   |                                                    | 2                                                  |
| 3e                                                 | Giovanni Visconti                                  | Italie                                             | Movistar                                           |                                                    | 1                                                  |
| modifier                                           |                                                    |                                                    |                                                    |                                                    |                                                    |

### Classement à l'arrivée
| Classement de l'étape | Classement de l'étape | Classement de l'étape | Classement de l'étape   | Classement de l'étape | Classement de l'étape |
|                       | Coureur               | Pays                  | Équipe                  |                       | Temps                 |
| --------------------- | --------------------- | --------------------- | ----------------------- | --------------------- | --------------------- |
| Vainqueur             | John Degenkolb        | Allemagne             | Argos-Shimano           | en                    | 4 h 37 min 48 s       |
| 2e                    | Ángel Vicioso         | Espagne               | Katusha                 |                       | m.t                   |
| 3e                    | Paul Martens          | Allemagne             | Blanco                  |                       | m.t                   |
| 4e                    | Sergio Henao          | Colombie              | Sky                     |                       | m.t                   |
| 5e                    | Matteo Trentin        | Italie                | Omega Pharma-Quick Step |                       | m.t                   |
| 6e                    | Jarlinson Pantano     | Colombie              | Colombia                |                       | m.t                   |
| 7e                    | Daniel Oss            | Italie                | BMC Racing              |                       | m.t                   |
| 8e                    | Jens Keukeleire       | Belgique              | Orica-GreenEDGE         |                       | m.t                   |
| 9e                    | Grega Bole            | Slovénie              | Vacansoleil-DCM         |                       | m.t                   |
| 10e                   | Tanel Kangert         | Estonie               | Astana                  |                       | m.t                   |
| modifier              |                       |                       |                         |                       |                       |

## Classements à l'issue de l'étape

### Classement général
| Classement général | Classement général | Classement général | Classement général        | Classement général | Classement général |
|                    | Coureur            | Pays               | Équipe                    |                    | Temps              |
| ------------------ | ------------------ | ------------------ | ------------------------- | ------------------ | ------------------ |
| 1er                | Luca Paolini       | Grande-Bretagne    | Katusha                   | en                 | 19 h 56 min 39 s   |
| 2e                 | Rigoberto Urán     | Colombie           | Sky                       | +                  | 17 s               |
| 3e                 | Beñat Intxausti    | Espagne            | Movistar                  |                    | 26 s               |
| 4e                 | Vincenzo Nibali    | Italie             | Astana                    |                    | 31 s               |
| 5e                 | Ryder Hesjedal     | Canada             | Garmin-Sharp              |                    | 34 s               |
| 6e                 | Bradley Wiggins    | Grande-Bretagne    | Sky                       |                    | 34 s               |
| 7e                 | Giampaolo Caruso   | Italie             | Katusha                   |                    | 36 s               |
| 8e                 | Sergio Henao       | Colombie           | Sky                       |                    | 37 s               |
| 9e                 | Mauro Santambrogio | Italie             | Vini Fantini-Selle Italia |                    | 39 s               |
| 10e                | Cadel Evans        | Australie          | BMC Racing                |                    | 42 s               |
| modifier           |                    |                    |                           |                    |                    |

### Classement par points
| Classement par points | Classement par points | Classement par points | Classement par points | Classement par points | Classement par points |
|                       | Coureur               | Pays                  | Équipe                |                       | Point(s)              |
| --------------------- | --------------------- | --------------------- | --------------------- | --------------------- | --------------------- |
| 1er                   | Luca Paolini          | Italie                | Katusha               |                       | 35                    |
| 2e                    | John Degenkolb        | Allemagne             | Argos-Shimano         |                       | 30                    |
| 3e                    | Cadel Evans           | Australie             | BMC Racing            |                       | 30                    |
| modifier              |                       |                       |                       |                       |                       |

### Classement du meilleur grimpeur
| Classement du meilleur grimpeur | Classement du meilleur grimpeur | Classement du meilleur grimpeur | Classement du meilleur grimpeur | Classement du meilleur grimpeur | Classement du meilleur grimpeur |
|                                 | Coureur                         | Pays                            | Équipe                          |                                 | Point(s)                        |
| ------------------------------- | ------------------------------- | ------------------------------- | ------------------------------- | ------------------------------- | ------------------------------- |
| 1er                             | Giovanni Visconti               | Italie                          | Movistar                        |                                 | 14                              |
| 2e                              | Stefano Pirazzi                 | Italie                          | Bardiani Valvole-CSF Inox       |                                 | 11                              |
| 3e                              | Robinson Chalapud               | Colombie                        | Colombia                        |                                 | 9                               |
| modifier                        |                                 |                                 |                                 |                                 |                                 |

### Classement du meilleur jeune
| Classement du meilleur jeune | Classement du meilleur jeune | Classement du meilleur jeune | Classement du meilleur jeune | Classement du meilleur jeune | Classement du meilleur jeune |
|                              | Coureur                      | Pays                         | Équipe                       |                              | Temps                        |
| ---------------------------- | ---------------------------- | ---------------------------- | ---------------------------- | ---------------------------- | ---------------------------- |
| 1er                          | Fabio Aru                    | Italie                       | Astana                       | en                           | 19 h 57 min 54 s             |
| 2e                           | Rafał Majka                  | Pologne                      | Saxo-Tinkoff                 | +                            | 19 s                         |
| 3e                           | Carlos Betancur              | Colombie                     | AG2R La Mondiale             |                              | 26 s                         |
| modifier                     |                              |                              |                              |                              |                              |

### Classements par équipes

#### Classement au temps
| Classement par équipes au temps | Classement par équipes au temps | Classement par équipes au temps | Classement par équipes au temps | Classement par équipes au temps |
|                                 | Équipes                         | Pays                            |                                 | Temps                           |
| ------------------------------- | ------------------------------- | ------------------------------- | ------------------------------- | ------------------------------- |
| 1re                             | Katusha                         | Russie                          | en                              | 59 h 6 min 51 s                 |
| 2e                              | Sky                             | Royaume-Uni                     | +                               | 24 s                            |
| 3e                              | Astana                          | Kazakhstan                      |                                 | 45 s                            |
| modifier                        |                                 |                                 |                                 |                                 |

#### Classement aux points
| Classement par équipes aux points | Classement par équipes aux points | Classement par équipes aux points | Classement par équipes aux points | Classement par équipes aux points |
|                                   | Équipes                           | Pays                              |                                   | Point(s)                          |
| --------------------------------- | --------------------------------- | --------------------------------- | --------------------------------- | --------------------------------- |
| 1re                               | Katusha                           | Russie                            |                                   | 101                               |
| 2e                                | Movistar                          | Espagne                           |                                   | 79                                |
| 3e                                | BMC Racing                        | États-Unis                        |                                   | 79                                |
| modifier                          |                                   |                                   |                                   |                                   |

## Abandon
- Pablo Urtasun (Euskaltel Euskadi) : abandon